# 羽田野伯猷
羽田野 伯猷（はたの はくゆう、1911年7月13日 - 1985年1月9日）は、日本の仏教史学者。東北大学名誉教授。日本学士院賞受賞。

## 人物・経歴
愛知県三河国出身。1933年第四高等学校卒業。1936年東北帝国大学法文学部卒業、文学士。1939年大日本帝国陸軍歩兵少尉。1941年大日本帝国陸軍中尉。大日本帝国陸軍大尉として満州で従軍したのち、1944年東北帝国大学着任。1951年東北大学助教授。1955年日本学士院賞受賞。1959年から東北大学教授を務め印度学第二講座を担当した。1960年東北大学文学博士。1975年退官。勲三等旭日中綬章。指導学生に磯田熙文東北大学名誉教授など。

## 著書
- 『チベット・インド学集成 第1巻 (チベット篇 1)』法蔵館 1986年
- 『チベット・インド学集成 第2巻 (チベット篇 2)』法蔵館 1987年
- 『チベット・インド学集成 第3巻 (インド篇 1)』法蔵館 1987年
- 『チベット・インド学集成 第4巻 (インド篇 2)』法蔵館 1988年